# Huánuco (ville)
Pour les articles homonymes, voir Huánuco (homonymie).
Huánuco (en quechua : Wánuku) est une ville du centre du Pérou et la capitale du département de Huánuco. Elle est également le chef-lieu de la province de Huánuco.
Baptisée à l’origine "Caballeros de León de Huánuco" (La très noble et loyale ville des Chevaliers de León de Huánuco), la ville est située à 1 800 m d'altitude dans la vallée formée par la rivière Huallaga dans une zone tempérée (ou yunga) du versant oriental des Andes centrales.
À une soixantaine de kilomètres à l'ouest se trouve le site archéologique de Huánuco Pampa, également appelé Huanucopampa ou Wanakupampa, Huánuco Marka et localement Huánuco Viejo, qui était l'emplacement d'origine de la ville fondée par les Espagnols.

## Histoire
Les Huánuco ou Guánuco étaient un peuple andin pré-inca qui a développé la culture Huánuco et a établi le royaume Huánuco dans la région du haut Marañón, qui correspond à l'actuel département péruvien de Huánuco, du XIIIe siècle jusqu'à la conquête de l'Empire Inca au milieu du XVe siècle. Ils ont laissé des ruines sur le site archéologique de Mazur.
La ville a été fondée une première fois le 15 août 1539 par le conquistador espagnol Gómez de Alvarado y Contreras sur la ville Inca de Huánuco Pampa dans la province de Yarowilca.
Deux ans plus tard, la ville a été déplacée à son emplacement actuel dans la vallée de Huallaga par le capitaine Pedro Barroso, en raison du climat rude du site initial (à 3 625 m d'altitude) et des attaques continues de l'armée inca de Yarowilca commandée par Illa Túpac, l'un des capitaines de l'empereur Manco Capac II.
La population de Huánuco a participé activement à la guerre d'indépendance (1820-1824) et à la guerre avec le Chili (1879-1884).
À Huánuco, plusieurs bataillons de guérilleros et de montoneros ont été organisés qui ont combattu les Chiliens.

## Géographie
De par sa place dans le centre oriental du Pérou, la ville est proche des chaînes de montagnes coupées par des vallées chaudes et des jungles amazoniennes, avec des sommets enneigés à plus de 6 000 m comme le Yerupajá et la Siulá et de nombreux autres à plus de 5 000 m (Nenashanca, Rondoy, etc.)
Huánuco, est traversée par les rivières Higueras et Huallaga qui forme une importante vallée inter-andine entre Ambo - Huánuco et Santa María del Valle. La Huallaga est un affluent du Marañón, auquel elle verse ses eaux sur la rive droite, après avoir parcouru environ 1 300 km.

### Population et économie
Le district de Huánuco (capitale du département éponyme) pour l'année 2016 est avec 196 627 habitants, le plus peuplé du département.
L'activité principale du département de Huánuco étant l'agriculture, avec les cultures vivrières typiques des montagnes, la ville de Huánuco est le centre économique qui soutient le département pour la commercialisation et la transformation des produits horticoles et arboricoles, mais aussi de l'élevage, du bois et du pétrole.
La route nationale PE-22 relie Huánuco à l'Amazonie péruvienne (Pucallpa), à la région des hautes Andes (Cerro de Pasco) et à la capitale Lima.
La ville dispose d'un terminal aérien domestique, l'aéroport Alférez FAP David Figueroa Fernandini équipé d'une piste de 2 500 m de long située à 1 850 m d'altitude, permettant d'accueillir des avions courts-courriers capable d'utiliser sa piste assez courte.
Huánuco est le siège principal de l'Université nationale Hermilio Valdizán et de l'Université de Huánuco.
Le principal site sportif pour la pratique du football est le stade Heraclio Tapia, inauguré en 1952 qui peut accueillir 25 000 spectateurs maximum. Les clubs les plus populaires de la ville sont León de Huánuco et Alianza Huánuco. Le classico local se joue traditionnellement entre ces deux clubs.

### Climat
Huánuco a un climat semi-aride doux. Avec une température moyenne de 24 °C, la ville est qualifiée par les habitants et les visiteurs de "La ville avec le meilleur climat du monde". Le soleil brille toute l'année, dans un ciel d'un bleu intense.
Sa température la plus basse l'hiver, c'est-à-dire pendant les mois de juillet et août est de 21 °C dans la journée et 17 °C la nuit et la température la plus élevée au printemps, pendant les mois de novembre et décembre est de 30 °C pendant la journée.
La température annuelle moyenne de la ville de Huánuco est de 18,7 °C et le total des précipitation annuelles n'est que de 388 mm.
Ce climat, sec et ensoleillé, est très bénéfique pour les gens souffrant d'asthme.

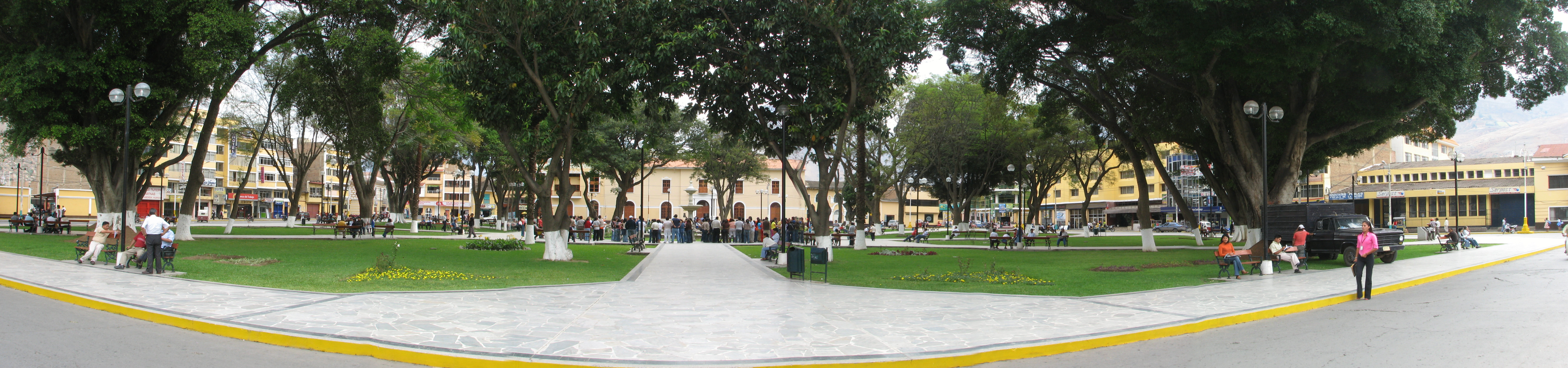
Vue panoramique de la Plaza de Armas de Huánuco.

| Mois                              | jan. | fév. | mars | avril | mai  | juin | jui. | août | sep. | oct. | nov. | déc. | année |
| --------------------------------- | ---- | ---- | ---- | ----- | ---- | ---- | ---- | ---- | ---- | ---- | ---- | ---- | ----- |
| Température minimale moyenne (°C) | 12,5 | 12,4 | 12,2 | 12    | 9,7  | 8,8  | 8,2  | 9,5  | 10,8 | 11,9 | 12,6 | 12,8 | 11,1  |
| Température moyenne (°C)          | 19,4 | 19,3 | 18,7 | 19    | 18   | 17,2 | 16,8 | 17,9 | 18,6 | 19,3 | 20   | 19,8 | 18,7  |
| Température maximale moyenne (°C) | 26,3 | 26,2 | 25,3 | 26,1  | 26,3 | 25,6 | 25,5 | 26,3 | 26,5 | 26,8 | 27,5 | 26,8 | 26,3  |
| Précipitations (mm)               | 55   | 63   | 59   | 24    | 11   | 5    | 4    | 9    | 19   | 41   | 46   | 52   | 388   |

## Attractions touristiques
- Site archéologique de Quilla Rumi et ses peintures rupestres.
- La cathédrale de style moderne.
- Huácar : Une petite ville où le temps s'est arrêté, à 30 km de Huánuco dans la province voisine d'Ambo.
- Le temple des mains croisées (Templo de los manos cruzadas) : A Kotosh, site considéré comme l'un des plus anciens temples d'Amérique, situé à 4 km à l'est de la ville de Huánuco.
- Tingo Maria : Ville principale du district de Rupa-Rupa, province de Leoncio Prado, elle est appelée à juste titre "Puerta de la Amazonia". Elle est stratégiquement située dans la région de la haute jungle où se trouvent des montagnes qui forment la silhouette d'une femme endormie, qu'ils appellent "Sleeping Beauty", et qui vient d'être désignée comme l'une des sept merveilles du Pérou. La ville est le siège de l'Université agraire de La Selva (UNAS). Tingo Maria possède de nombreuses attractions touristiques qui valent le détour. Le voyage depuis Huánuco dure 2 h 30 le long d'une excellente route avec un paysage incomparable et spectaculaire.
- Tomayquichua : À 15 km au sud de Huánuco, le village où a vécu l'écrivain Enrique López Albújar. Il y a aussi la maison de la maîtresse d'un des vice-rois péruviens Manuel de Amat, l'actrice et chanteuse Micaela Villegas (1748-1819), également connue sous le nom de "La Perricholi" et la maison qui abrite la grand-mère de Rose de Lima (1586-1617) première saint catholique du Nouveau Monde.
- Huánuco Pampa : Ancienne citadelle inca, située dans la province de Dos de Mayo, à environ 150 km de la ville de Huánuco par la route, également accessible depuis le département d'Ancash et bientôt par avion. Ce site archéologique est situé sur le plateau du même nom.
- Mazur est un site archéologique situé près de la ville de Chavinillo à 1 h 30 de route au nord-ouest de Huánuco .

## Galerie

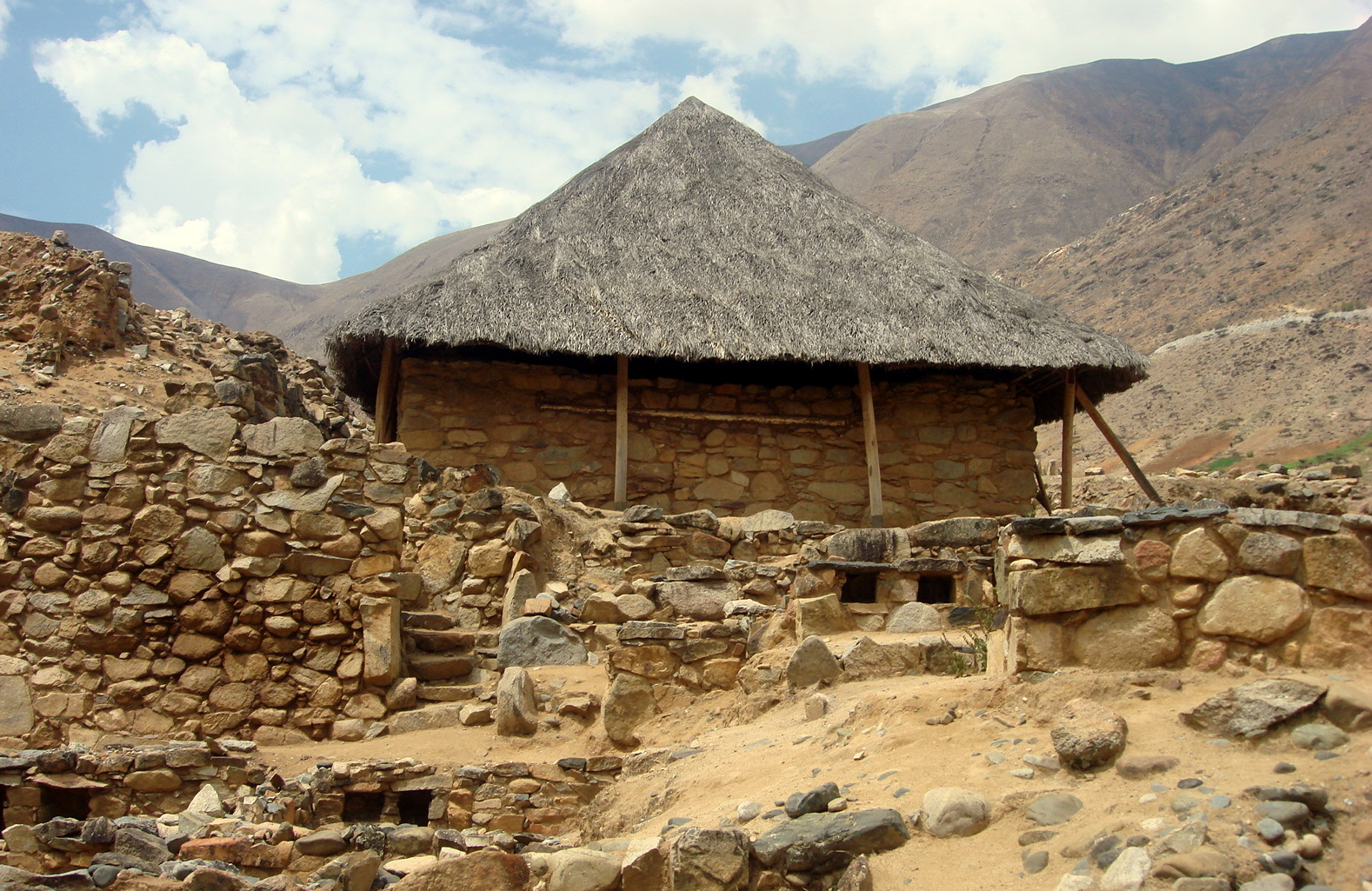
Temple des mains croisées à Kotosh.
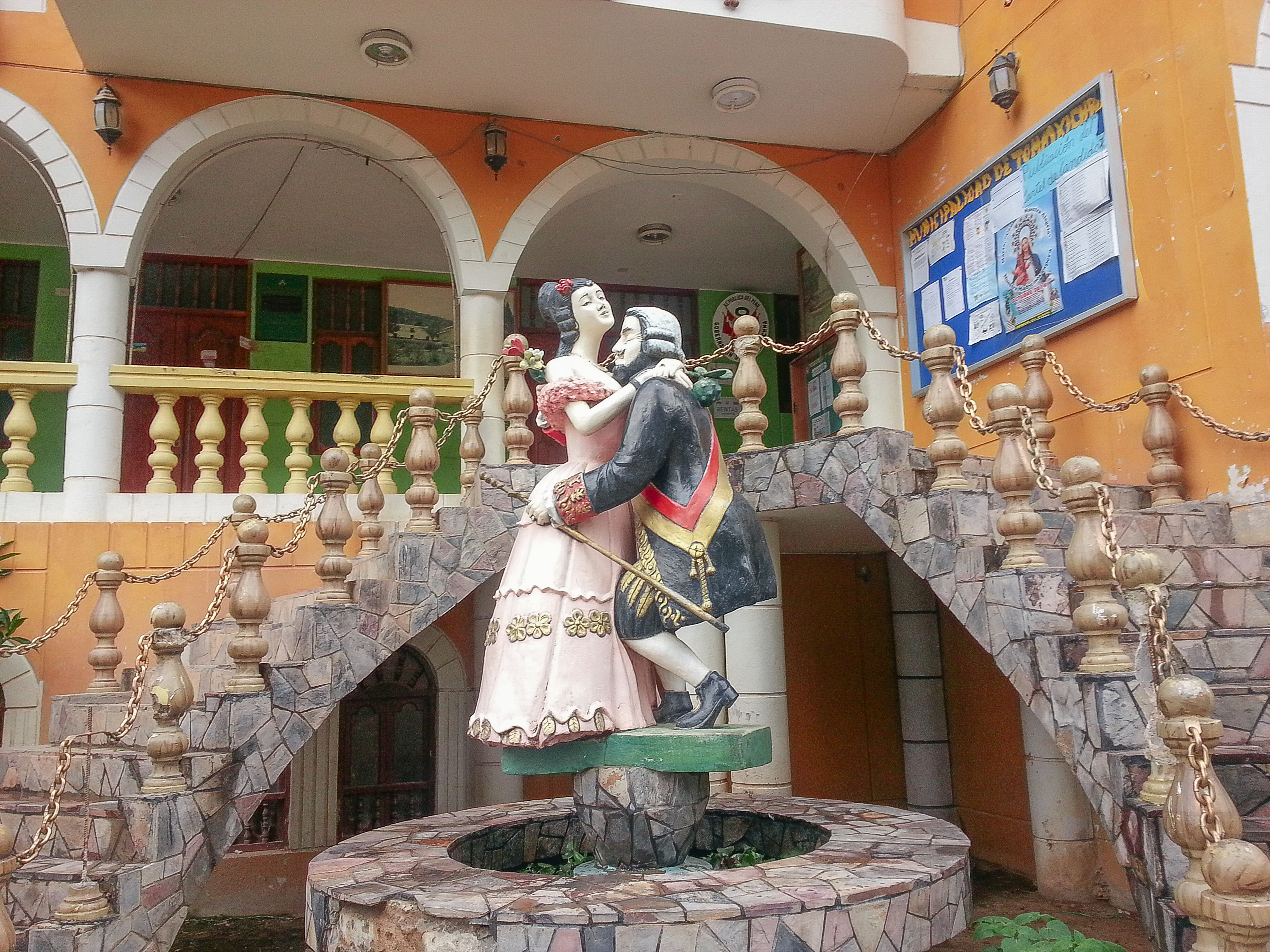
Tomayquichua, l'actrice et le vice-roi.
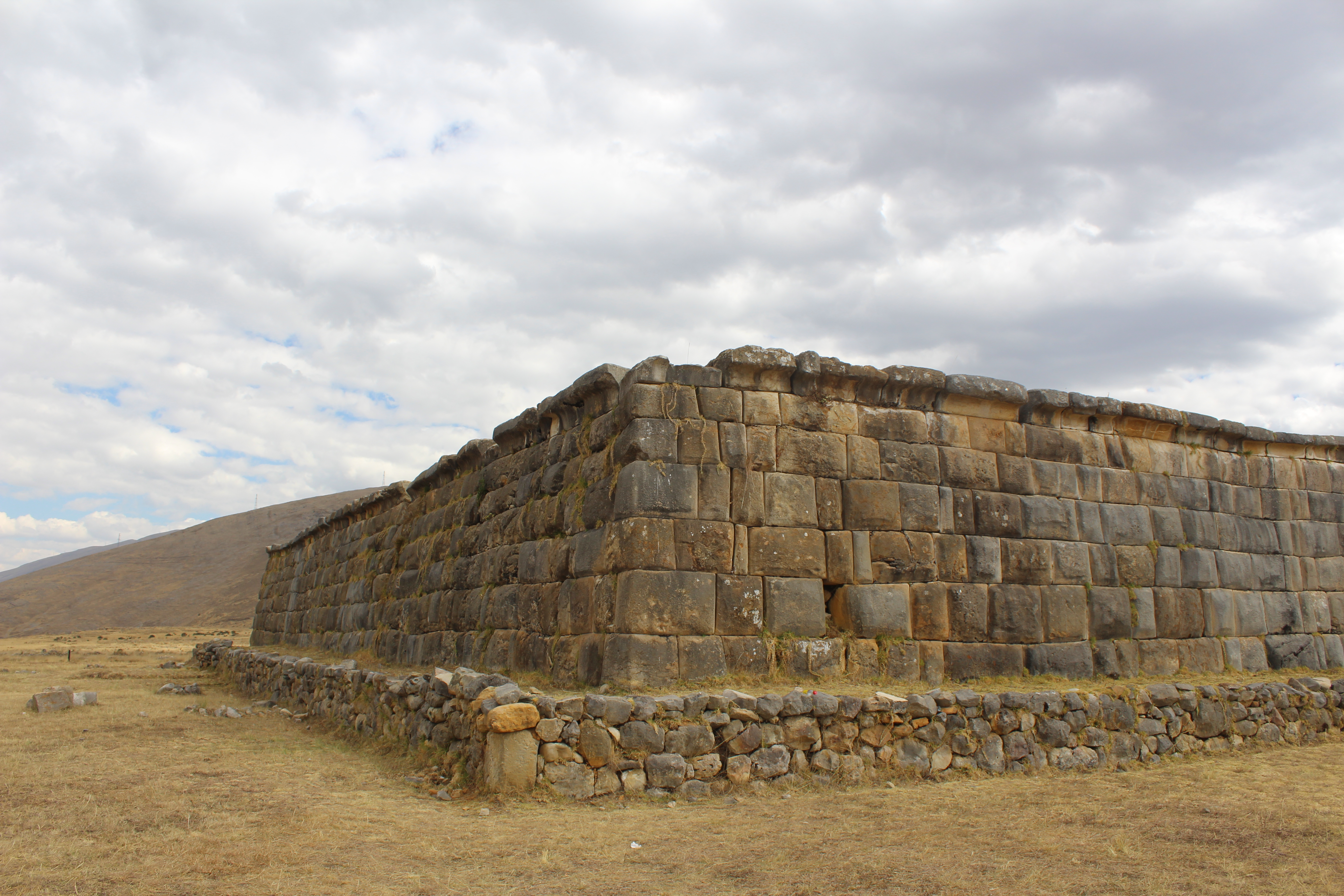
L'ushnu à Huánuco Pampa.
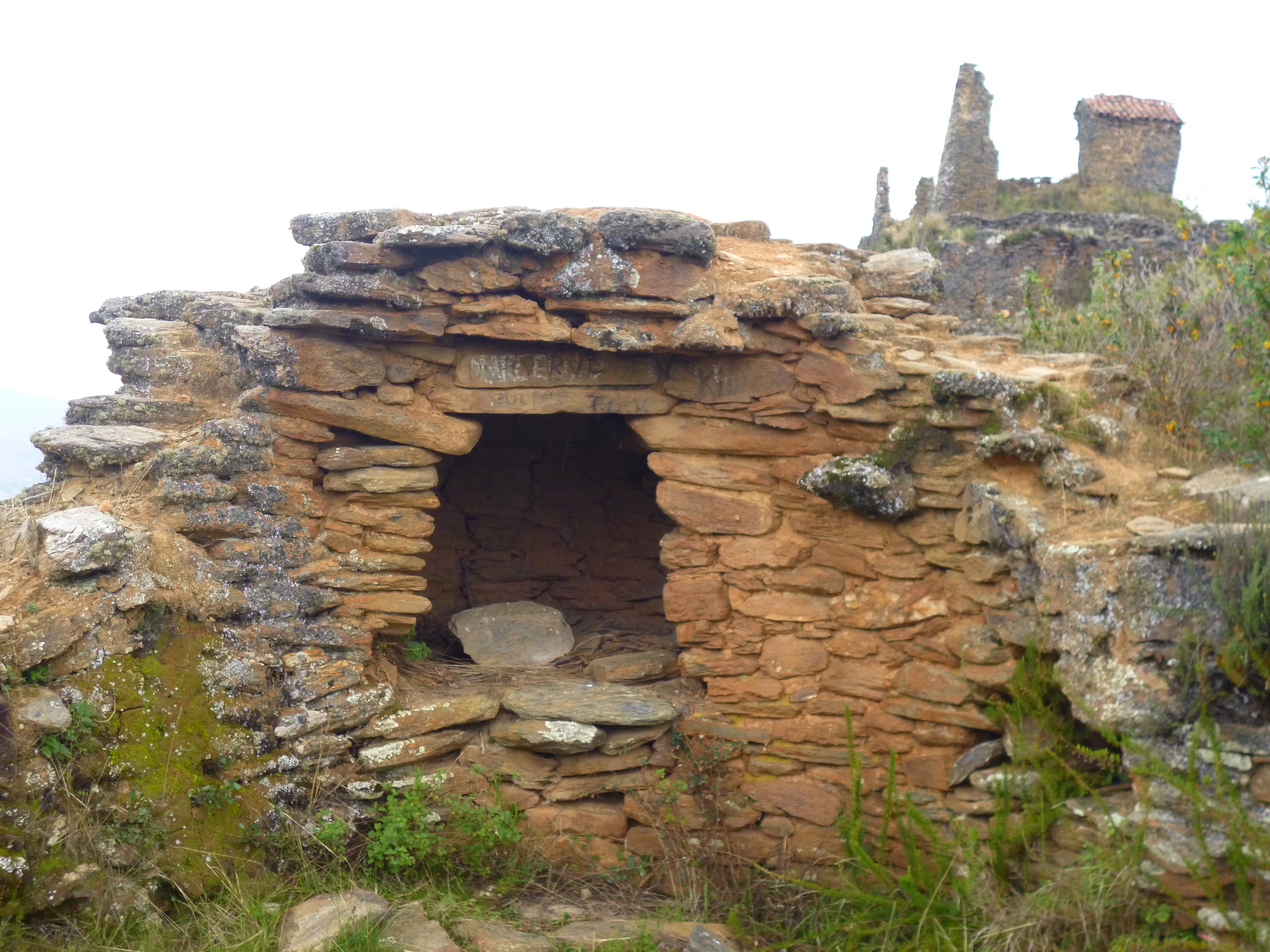
Site archéologique de Mazur.

## Personnalités liées
- Sonia Guillén, née en 1953 à Huánuco, archéologue et anthropologue spécialisée sur la civilisation inca, ministre de la Culture.